# Clifdenia
Clifdenia is een geslacht van uitgestorven weekdieren uit de klasse van de Gastropoda (slakken).

## Soorten
- Clifdenia calcar (P. Marshall, 1918) †
- Clifdenia inflata Grant-Mackie, 1965 †
- Clifdenia turneri Laws, 1932 †